# Krithawu Sodachan
Krithawu Sodachan (thailändisch กรีฑาวุธ โสดาจันทร์; * 18. September 2006) ist ein thailändischer Fußballspieler.

## Karriere
Krithawu Sodachan erlernte das Fußballspielen in der Schulmannschaft der Suan Pa Ban Khao Cha-ang School. Seinen ersten Vertrag unterschrieb er im Januar 2025 beim Pattaya United FC. Der Verein aus dem Seebad Pattaya spielt in der zweiten Liga, der Thai League 2. Sein Zweitligadebüt gab Sodachan am 4. Januar 2025 (18. Spieltag) im Auswärtsspiel gegen den Chainat Hornbill FC. Bei dem 2:0-Auswärtserfolg stand er in der Startelf und wurde in der 56. Minute gegen Thanakorn Singkhokkruad ausgewechselt. In seiner ersten Profisaison bestritt er sieben Zweitligaspiele. Am Ende der Saison 2024/25 belegte er mit Pattaya den 16. Tabellenplatz und musste somit in die dritte Liga absteigen.